# Дрізд мінливоперий
Дрізд мінливоперий (Turdus poliocephalus) — вид горобцеподібних птахів родини дроздових (Turdidae). Мешкає на островах Малайського архіпелагу, Меланезії і Полінезії. Виділяють низку підвидів.

## Опис
Довжина птаха становить 17-25 см. Забарвлення сильно різниться в залежності від підвиду. Зокрема, у представників підвиду T. p. papuensis забарвлення повністю чорне, дзьоб і лапи жовтувато-оранжеві, навколо очей жовтувато-оранжеві кільця. У представників підвиду T. p. seebohmi верхня частина тіла темна, а груди руді. У представників підвиду T. p. ruficeps голова руда. Мінливоперим дроздам загалом не притаманний статевий диморфізм, хоча самці іноді можуть бути більш яскравими, ніж самиці.

## Підвиди
Виділяють 49 підвидів:
- T. p. erythropleurus Sharpe, 1887 — острів Різдва;
- T. p. loeseri Meyer de Schauensee, 1939 — гори на півночі Суматри;
- T. p. indrapurae Robinson & Kloss, 1916 — гори на півдні центральної Суматри;
- T. p. fumidus Müller, S, 1844 — західна Ява (гора Геде[en]);
- T. p. javanicus Horsfield, 1821 — гори центральної Яви;
- T. p. stresemanni Bartels, M, 1938 — гори на сході центральної Яви;
- T. p. whiteheadi (Seebohm, 1893) — гори на сході Яви;
- T. p. seebohmi (Sharpe, 1888) — північний Калімантан (гори Кінабалу і Трусмаді[en]);
- T. p. thomassoni (Seebohm, 1894) — гори на півночі Лусону;
- T. p. mayonensis (Mearns, 1907) — гори на півдні Лусону;
- T. p. mindorensis Ogilvie-Grant, 1896 — гори на острові Міндоро;
- T. p. nigrorum Ogilvie-Grant, 1896 — гори на острові Негрос;
- T. p. malindangensis (Mearns, 1907) — гора Малінданг[en] (північний захід Мінданао);
- T. p. katanglad Salomonsen, 1953 — гори Кітанглад[en] (центр Мінданао);
- T. p. kelleri (Mearns, 1905) — гора Апо (південний схід Мінданао);
- T. p. sukahujan Rheindt, Prawiradilaga, Ashari & Suparno, 2020 — гори на острові Таліабу (острови Сула[en]);
- T. p. hygroscopus Stresemann, 1931 — гора Рантемаріо (Сулавесі);
- T. p. celebensis (Büttikofer, 1893) — гори Бантенг і Вава-Каренг (південний захід Сулавесі);
- T. p. schlegelii Sclater, PL, 1861 — гора Мутіс[en] (західний Тимор);
- T. p. sterlingi Mayr, 1944 — гора Рамелан (східний Тимор);
- T. p. deningeri Stresemann, 1912 — гора Бінайя (Серам);
- T. p. versteegi Junge, 1939 — гори Джаявіджая (захід Нової Гвінеї);
- T. p. papuensis (De Vis, 1890) — гори на півострові Чендравасіх та на південному сході Нової Гвінеї, острів Каркар;
- T. p. tolokiwae Diamond, 1989 — гори на острові Толоківа[en] (архіпелаг Бісмарка);
- T. p. beehleri Ripley, 1977 — гори на острові Нова Ірландія;
- T. p. heinrothi Rothschild & Hartert, E, 1924 — острови святого Маттія[en];
- T. p. canescens (De Vis, 1894) — острів Гуденаф[en] (острови Д'Антркасто);
- T. p. bougainvillei Mayr, 1941 — гори на острові Бугенвіль (північні Соломонові острови);
- T. p. kulambangrae Mayr, 1941 — гори на острові Коломбангара (центральні Соломонові острови);
- T. p. sladeni Cain & Galbraith, ICJ, 1955 — гори на острові Гуадалканал (південно-східні Соломонові острови);
- T. p. rennellianus Mayr, 1931 — гори на острові Ренелл (південно-східні Соломонові острови);
- T. p. vanikorensis Quoy & Gaimard, 1832 — острови Утупуа[en] і Ванікоро (Темоту) та Еспіриту-Санто і Мало[en] (північний захід Вануату);
- T. p. placens Mayr, 1941 — Вануа-Лава і Урепарапара (острови Бенкс[en]);
- T. p. whitneyi Mayr, 1941 — Гауа (острови Бенкс);
- T. p. malekulae Mayr, 1941 — острови Пентекост, Малекула і Амбрим;
- T. p. becki Mayr, 1941 — острови Паама, Лопеві[en], Епі;
- T. p. efatensis Mayr, 1941 — острови Ефате і Нгуна[en];
- T. p. albifrons (Ramsay, EP, 1879) — острів Ерроманго;
- †T. p. pritzbueri Layard, EL, 1878 — острови Танна і Ліфу;
- †T. p. mareensis Layard, EL & Tristram, 1879 — острів Маре (архіпелаг Луайоте);
- T. p. xanthopus Forster, JR, 1844 — Нова Каледонія і сусідні острови;
- †T. p. poliocephalus Latham, 1801 — острів Норфолк;
- †T. p. vinitinctus (Gould, 1855) — острів Лорд-Гав;
- T. p. layardi (Seebohm, 1891) — острови Ясава, Віті-Леву, Коро і Овалау[en] (захід Фіджі);
- T. p. ruficeps (Ramsay, EP, 1875) — острів Кадаву[en];
- T. p. vitiensis (Layard, EL, 1876) — острів Вануа-Леву;
- T. p. hades Mayr, 1941 — острів Гау[en];
- T. p. tempesti Layard, EL, 1876 — острів Тавеуні[en];
- T. p. samoensis Tristram, 1879 — острови Саваї і Уполу.

Turdus niveiceps раніше вважався підвидом мінливоперого дрозда, однак був визнаний окремим видом.

## Поширення і екологія
Мінливопері дрозди мешкають в Індонезії, Малайзії, Брунеї, Австралії, на Філіппінах і Східному Тиморі, у Папуа Новій Гвінеї, на Соломонових Островах, Вануату, Фіджі, Новій Каледонії, Самоа і Американському Самоа. Вони живуть у вологих гірських і рівнинних тропічних лісах, в сухих тропічних лісах, рідколіссях і чагарникових заростях. Зустрічаються на висоті до 4250 м над рівнем моря. Живляться жуками та іншими комахами, павуками, равликами, дощовими червами, іноді падлом і дрібними рептиліями, а також плодами і насінням. Початок сезону розмноження різниться в залежності від регіону, на Фіджі він триває з червня по січень. Гніздо чашоподібне, розміщується в густій рослинності. В кладці 1-3 яйця.

## Збереження
МСОП загалом класифікує цей вид як такий, що не потребує особливих заходів зі збереження. Однак підвиди T. p. pritzbueri, T. p. mareensis, T. p. poliocephalus і T. p. vinitinctus вважаються вимерлими, а деякі інші, зокрема T. p. erythropleurus, T. p. samoensis і T. p. xanthopus перебувають на межі зникнення.

## Галерея

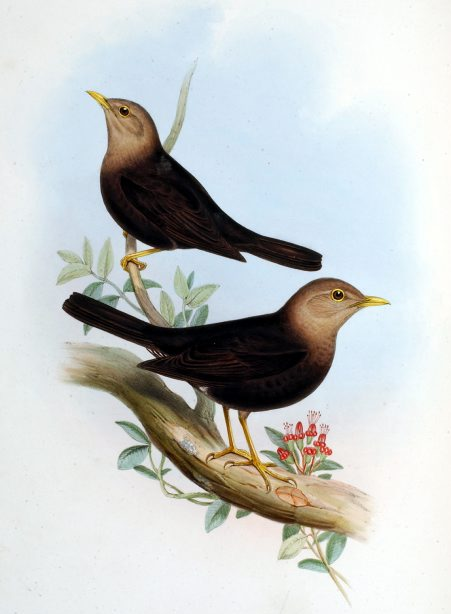
Мінливоперий дрізд (вимерлий підвид T. p. poliocephalus)
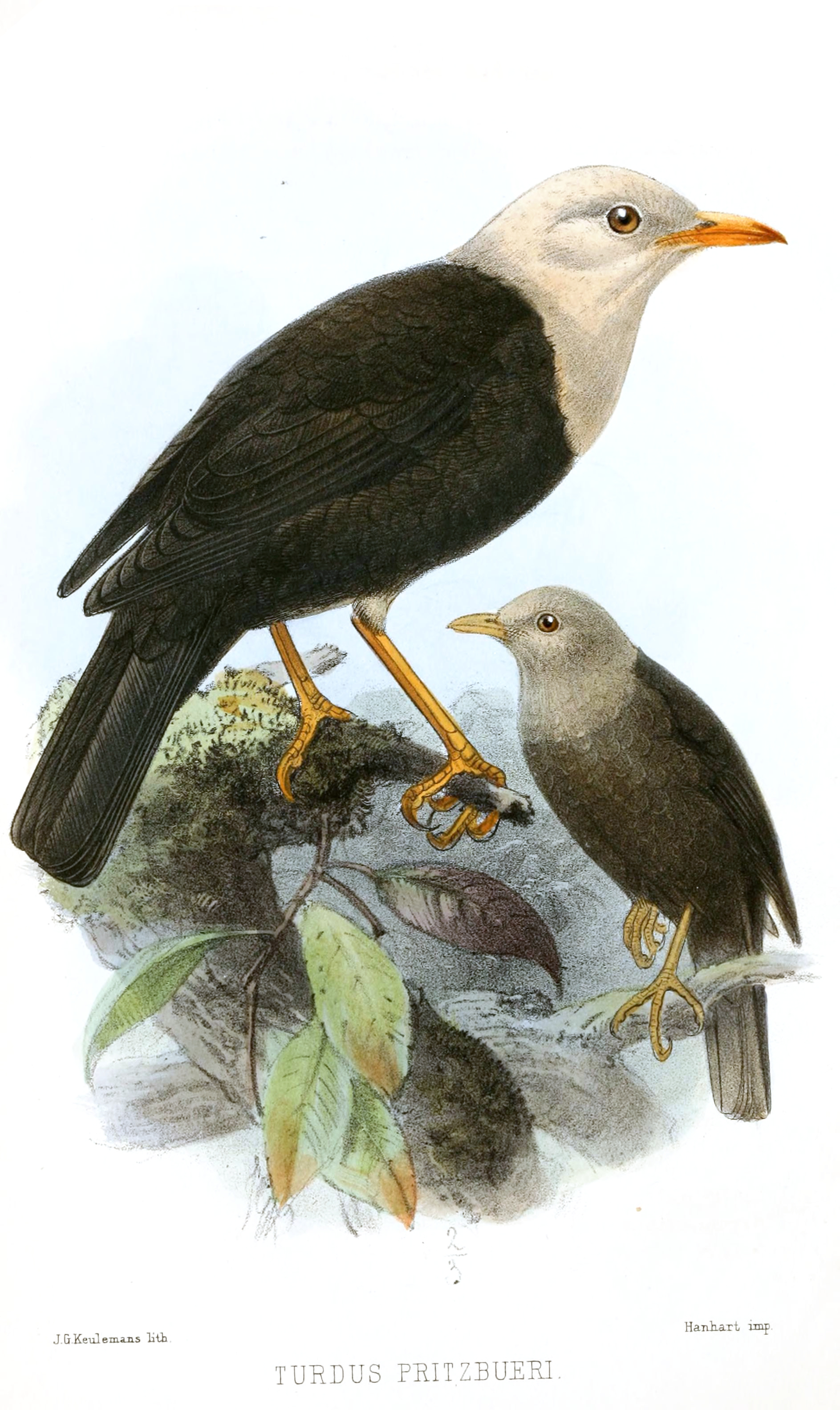
Мінливоперий дрізд (вимерлий підвид T. p. pritzbueri)
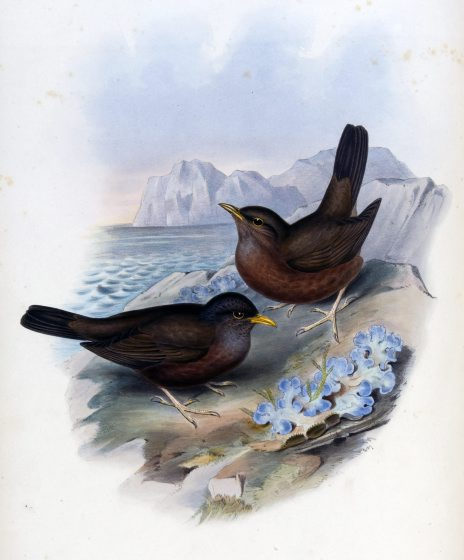
Мінливоперий дрізд (вимерлий підвид T. p. vinitinctus)
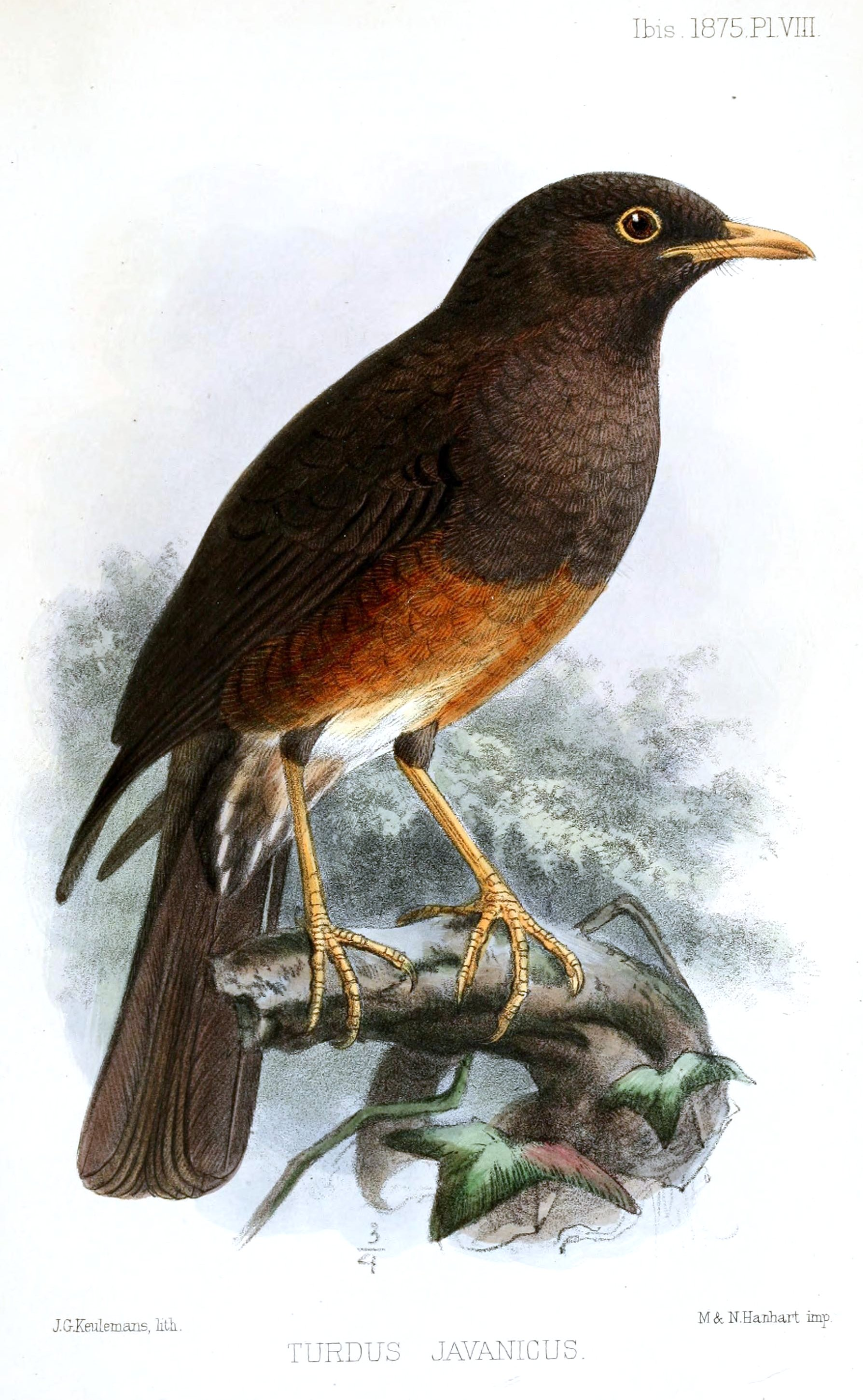
Мінливоперий дрізд (підвид T. p. javanicus)
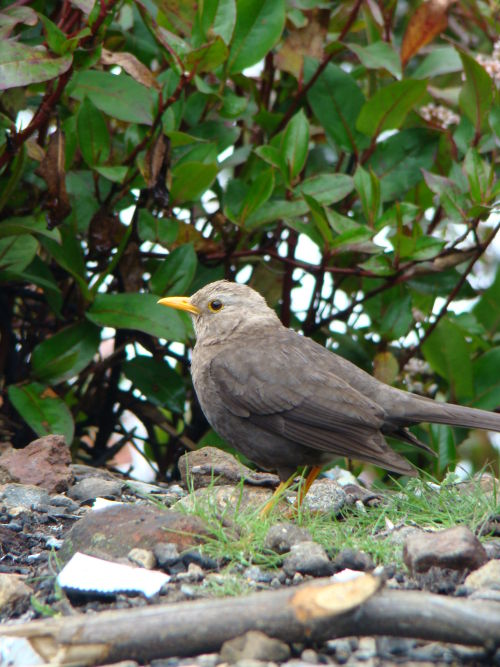
Мінливоперий дрізд (підвид T. p. stresemanni)